# Primer gobierno de José Batlle y Ordóñez
El primer gobierno de José Batlle y Ordóñez fue el período político que comenzó a partir de su asunción como presidente de la República el 1 de marzo de 1903 al ser electo por la Asamblea General y terminó el 1 de marzo de 1907.
Durante este período de gobierno tuvo lugar el alzamiento armado protagonizado por Aparicio Saravia.

## Gabinete
| Ministerio            | Titular            | Período                                           |
| --------------------- | ------------------ | ------------------------------------------------- |
| Fomento               | José Serrato       | 5 de marzo de 1903 - 21 de noviembre de 1904      |
| Fomento               | Juan A. Capurro    | 21 de noviembre de 1904 - 1 de septiembre de 1906 |
| Gobierno              | Claudio Williman   | 30 de abril de 1904 - 1 de marzo de 1907          |
| Guerra                | Eduardo Vázquez    | 5 de marzo de 1903 - 1 de marzo de 1907           |
| Hacienda              | Martín C. Martínez | 5 de marzo de 1903 - 5 de febrero de 1904         |
| Relaciones exteriores | José Romeu         | 5 de marzo de 1903 - 1 de marzo de 1907           |

## Política nacional
En 1906 la ley 3060 modificó el Escudo de Armas del Estado, que a partir de entonces las decoraciones exteriores pasaron a ser solamente dos ramas, una de olivo y la otra de laurel, unidas en la base por un lazo azul, mientras que se eliminaron los trofeos militares. Esta ley se reglamentó ya dentro del gobierno de Williman por el decreto del 26 de octubre de 1908.